# درمنه آمریکایی
درمنهٔ آمریکایی (نام علمی:Artemisia californica) درختچه‌ای است از خانوادهٔ کاسنیان که در درمنه‌زارهای سواحل کالیفرنیا و شمال غربی سواحل باخا کالیفرنیا رشد می‌کند.